# بروک کویینان
بروک کویینان (انگلیسی: Brooke Queenan؛ زادهٔ ۱۰ آوریل ۱۹۸۴) بازیکن بسکتبال اهل ایالات متحده آمریکا است.